# Visz, Somogy
Visz  este un sat în districtul Fonyód, județul Somogy, Ungaria, având o populație de 208 locuitori (2011). 

## Demografie
Componența etnică a satului Visz
     Maghiari (94,12%)
     Germani (3,21%)
     Romi (2,67%)
Componența confesională a satului Visz
     Romano-catolici (63,94%)
     Reformați (5,29%)
     Fără religie (3,85%)
     Necunoscută (26,92%)
Conform recensământului din 2011, satul Visz avea 208 locuitori. Din punct de vedere etnic, majoritatea locuitorilor (94,12%) erau maghiari, existând și minorități de germani (3,21%) și romi (2,67%).  Din punct de vedere confesional, majoritatea locuitorilor (63,94%) erau romano-catolici, existând și minorități de reformați (5,29%) și persoane fără religie (3,85%). Pentru 26,92% din locuitori nu este cunoscută apartenența confesională.